# Still Waiting (сингл Sum 41)
«Still Waiting» перший сингл з другого альбому «Does This Look Infected?» канадської панк-рок-групи Sum 41.

## Список пісень
1. Still Waiting
2. All Messed Up (Demo)
3. Motivation (Live at the Astoria)
4. Still Waiting (CD ROM Video)

## Позиція в чартах
| Чарт (2002-2003)                         | Пікова позиція |
| ---------------------------------------- | -------------- |
| Австралія (ARIA)                         | 43             |
| Бельгія (Ultratop Flanders)              | 49             |
| Canada (Nielsen SoundScan)               | 1              |
| Німеччина (Media Control AG)             | 90             |
| Ireland (IRMA)                           | 20             |
| Italy (FIMI)                             | 22             |
| Швеція (Sverigetopplistan)               | 33             |
| Швейцарія (Media Control AG)             | 97             |
| UK Rock (The Official Charts Company)    | 1              |
| UK Singles (The Official Charts Company) | 16             |
| U.S. Billboard Hot Modern Rock Tracks    | 7              |
| U.S. Billboard Bubbling Under Hot 100    | 6              |

## Виконавці
- Деррік «Bizzy D» Уіблі — гітара, вокал
- Дейв «Brownsound» Бекш (Dave Baksh) — гітара, бек-вокал
- Джейсон «Cone» МакКеслін — бас-гітара, бек-вокал
- Стів «Stevo32» Джокс — ударні, бек-вокал

## Оцінка
- Still Waiting [Архівовано 20 серпня 2015 у Wayback Machine.]